# Roberto Rodríguez Araya
Roberto Rodríguez Araya (Zürich, Suiza, 28 de julio de 1990) es un futbolista suizo de origen español y chileno. Juega de centrocampista y su equipo actual es el F. C. Zürich de la Superliga de Suiza.
Es hermano de los también futbolistas Francisco y Ricardo Rodríguez.

## Selección nacional
Ha sido internacional Sub-20 con la selección de Suiza jugando 2 partidos.

## Clubes

### Estadísticas
| Club                    | País     | Año       | Partidos | Goles |
| ----------------------- | -------- | --------- | -------- | ----- |
| FC Wil                  | Suiza    | 2009-2011 | 56       | 4     |
| AC Bellinzona           | Suiza    | 2011-2013 | 25       | 8     |
| St. Gallen              | Suiza    | 2013-2015 | 75       | 17    |
| Novara Calcio           | Italia   | 2015-2016 | 12       | 1     |
| Greuther Fürth (cedido) | Alemania | 2016      | 4        | 0     |
| FC Zürich               | Suiza    | 2016-2019 | 87       | 19    |
| KFC Uerdingen 05        | Alemania | 2019-     |          |       |
| Carrera                 | Total    | 2009-Act. | 259      | 49    |

- Actualizado el 13 de diciembre de 2018.